# Logique probabiliste
Ne doit pas être confondu avec Probabilité logique.
En théorie des probabilités et en logique mathématique, une logique probabiliste est un système formel qui permet de faire du raisonnement déductif avec des probabilités. Le terme est utilisé pour la première fois dans un article de Nils John Nilsson de 1986 où l'auteur présente une variable de la logique propositionnelle où les valeurs de vérités sont remplacées par des probabilités.